# Чеботарёв, Дмитрий Фёдорович (учёный)
Дми́трий Фёдорович Чеботарёв (4 (17) сентября 1908, Киев — 11 июля 2005, там же) — украинский советский интернист, гериатр и геронтолог. Академик Академии медицинских наук СССР (1966; член-корреспондент с 1961).
Окончил Киевский медицинский институт. Работал в Институте клинической физиологии АН УССР (1945—1952), Украинском научно-исследовательском институте клинической медицины им. Н. Стражеско. Профессор Киевского института усовершенствования врачей (1955—1961), с 1961 года директор Института геронтологии АМН СССР.
Труды по вопросам заболеваний желудочно-кишечного тракта, состояния внутренних органов у беременных, вопросам геронтологии и гериатрии.

## Биография
Родился в Киеве. В 1933 году окончил лечебный факультет Киевского медицинского института. С 1936 года работал в терапевтической клинике этого института под руководством академика В. М. Иванова. В 1938 году защитил кандидатскую диссертацию.
Во время Великой Отечественной войны Дмитрий Федорович работал в медицинской службе Советской Армии, руководил отделением эвакогоспиталя. В послевоенные годы, окончив докторантуру в Институте клинической физиологии АН УССР, работал старшим научным сотрудником в отделе, которым руководил академик Н. Д. Стражеско. В 1953 г. Дмитрий Федорович защитил докторскую диссертацию. В течение года был заместителем директора по научной работе Украинского института клинической медицины им. Н. Д. Стражеско. В 1954 году Чеботарев был утвержден в звании профессора. С 1954 г. по 1961 г. руководил кафедрой терапии в Киевском институте усовершенствования врачей и более 10 лет (до 1964) был главным терапевтом и председателем Ученого совета Минздрава Украины. В 1961 г. Дмитрий Федорович был избран членом-корреспондентом АМН СССР, в 1966 г. — академиком АМН СССР (с 1992 г. — Российской АМН), в 1992 г. — академиком НАН Украины и АМН Украины. В 1964 г. ему было присвоено звание заслуженного деятеля науки УССР.

## Научная деятельность
Клиническую и научную школу Чеботарев прошел под руководством двух выдающихся представителей отечественной медицины — академиков В. М. Иванова и Н. Д. Стражеско.
Первые годы научной деятельности он посвятил исследованиям в области гастроэнтерологии. В послевоенные годы глубоко и интенсивно разрабатывал вопросы патологии внутренних органов во время беременности, изучал изменения обмена веществ и функций сердечно-сосудистой системы при беременности, физиологического и патологического течения. Научные разработки, осуществленные в течение последних десятилетий, посвященные актуальным вопросам возрастной физиологии и патологии внутренних органов, гериатрической кардиологии и фармакологии. Д. Ф. Чеботарев также руководил разработкой и внедрением новых форм организации медико-социальной помощи людям пожилого и старшего возраста, был инициатором обучения медицинских работников основам геронтологии и гериатрии.
Впервые в его работах представлены четкие, клинически обоснованные рекомендации относительно лечения женщин с заболеваниями сердца, которые настаивали на продолжении беременности, новые данные по патогенезу артериальной гипертензии, обусловленной поздним токсикозом. Д. Ф. Чеботарев — автор монографий «Гипертензивный синдром беременных» (1956), «Внутренняя патология в клинике акушерства и гинекологии» (1960).
40 лет жизненного и творческого пути ученого неразрывно связаны с деятельностью Института геронтологии АМН СССР (с 1992 г. — Институт геронтологии АМН Украины). Ещё в 1958 г. он возглавил клиническое отделение. На протяжении 26 лет (1961—1987) был директором Института, а с 1987 г. — научным консультантом.
С именем Д. Ф. Чеботарева связано развитие геронтологических исследований в СССР и на Украине, создание гериатрии как нового раздела медицинской науки и новой медицинской специальности.
Под редакцией Дмитрия Федоровича изданы первые в СССР руководства и пособия по геронтологии и гериатрии, 28 сборников трудов Института. Он — автор 10 пособий и 9 монографий, последняя из которых («Гериатрия в терапевтической практике») отмечена премией им. С. П. Боткина Российской АМН (1994) и премией им. Н. Д. Стражеско НАН Украины (1995). Его перу принадлежат более 400 научных трудов.
Много сил Дмитрий Федорович отдал подготовке научных, педагогических и врачебных кадров. Под его руководством защищено 16 докторских и 36 кандидатских диссертаций. Он — организатор (1970) и в течение нескольких лет заведующий кафедрой геронтологии и гериатрии Киевского института усовершенствования врачей.
Плодотворную научную и педагогическую деятельность Д. Ф. Чеботарев сочетал с большой научно-общественной работой. На протяжении многих лет (с 1963 по 1988) возглавлял Всесоюзное научно-медицинское общество геронтологов и гериатров, был членом правления Всесоюзного и Украинского обществ терапевтов и кардиологов, членом исполкома Международной ассоциации геронтологов, советником ВОЗ Центра социального развития и гуманитарных вопросов ООН. Его участие в качестве докладчика и лектора на международных конгрессах, конференциях, симпозиумах по приглашению геронтологических обществ стран Европы, США, Японии, Мексики способствовала развитию международных научных связей Института.
Заслуги Д. Ф. Чеботарева получили широкое международное признание. В 1972 г. он был президентом ІХ Международного конгресса геронтологов, который проходил в Киеве, в 1972—1975 гг. — президентом Международной ассоциации геронтологов. Также был членом Немецкой Академии естествознания Леопольдина, почётным членом национальных обществ геронтологов Болгарии, Германии, Венгрии, Польши, Италии, Бразилии, Чехословакии и других стран.

## Награды и премии
- Орден «За заслуги» III степени (29 августа 1998 года) — за весомый личный вклад в развитие охраны здоровья, внедрение современных методов диагностики и лечения, высокий профессионализм[1]
- Орден Дружбы (21 сентября 2003 года, Россия) — за большой вклад в развитие медицинской науки, укрепление дружбы и сотрудничества между народами Российской Федерации и Украины[2]
- Орден Октябрьской Революции (15 сентября 1978 года)
- 3 ордена Трудового Красного Знамени
- медали
- медаль ВОЗ
- Международная премия им. Верцара
- Почётные медали и грамоты национальных медицинских организаций
- Почётная грамота Президиума Верховного Совета УССР
- Государственная премия Украинской ССР в области науки и техники (1984) — за исследование механизмов старения физиологических систем организма как предпосылки развития патологии нервной, сердечно-сосудистой и опорно-двигательной систем, разработка и внедрение новых методов диагностики и лечения